# Christoph Jamnitzer

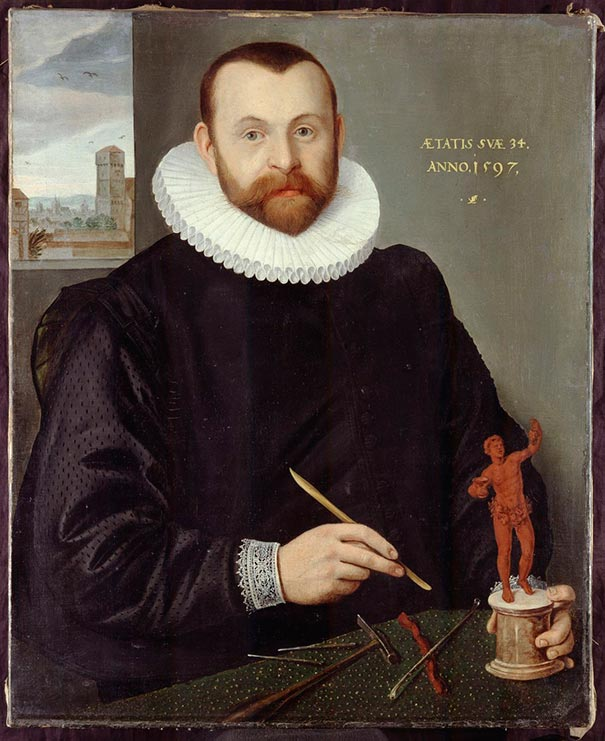
Porträt des Christoph Jamnitzer von Lorenz Strauch

Christoph Jamnitzer (* 11. Mai 1563 in Nürnberg; † 22. Dezember 1618 ebenda) war ein Nürnberger Zeichner und Goldschmied der Spätrenaissance. 

## Leben
Christoph Jamnitzer ist der Enkel des Nürnberger Goldschmieds Wenzel Jamnitzer (1507/08–1585). 1592 erwarb er das Meisterrecht. Er war Goldschmied, Zeichner und Graphiker. Mit seiner Frau Clara Glatz verwitwete Eppenbach (1567–1640) hatte er drei Söhne und Töchter.
1602 wurde Christoph Jamnitzer Genannter des Größeren Rates der Stadt Nürnberg.

## Werke (Auswahl)
- Metallgloben
- Mohrenkopf-Pokal aus dem Schatz der Sachsen. Der Pokal ist ein Trinkgefäß in Kopfform, dessen Schädeldecke abnehmbar ist. Heute Bayerischen Nationalmuseum, München Inv.-Nr. 2000/81.1-2
- Gießgefäß in Form eines Kriegselefanten, um 1600, Kunstgewerbemuseum Berlin, Inv. Nr. K 3900
- 1825 in Nürnberg versteigert: Ein Wolf predigt den Gänsen, welche mit dummer Aufmerksamkeit den sonderbaren Redner angaffen.[1]

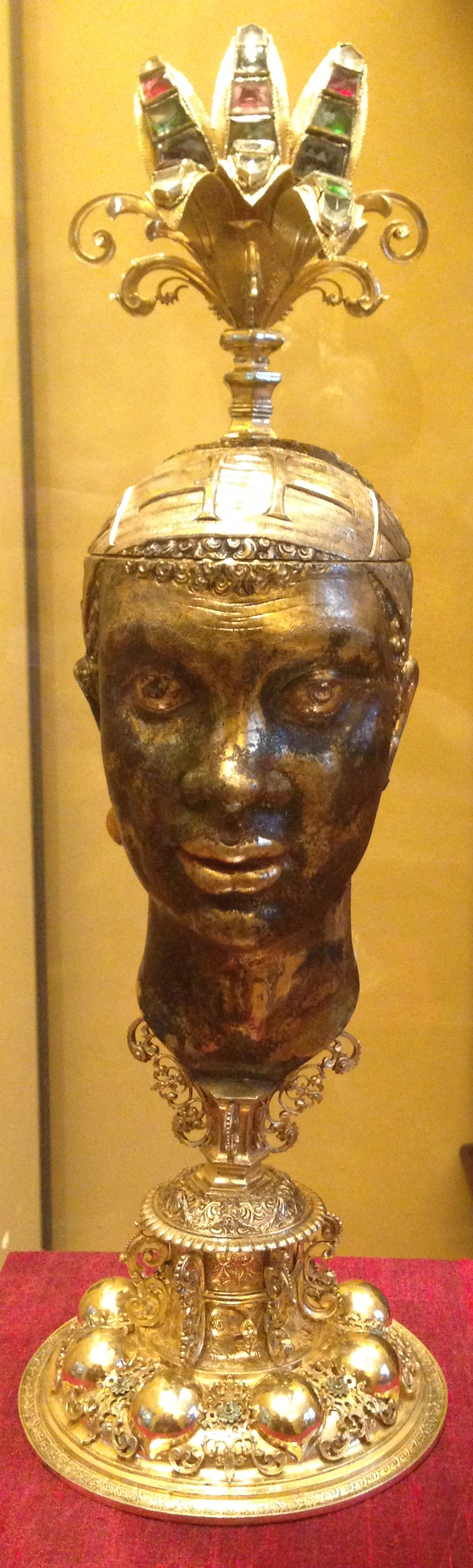
Mohrenkopf-Pokal, zwischen 1593 und 1602, Bayerisches Nationalmuseum, Inv. Nr. 2000/81.1-2
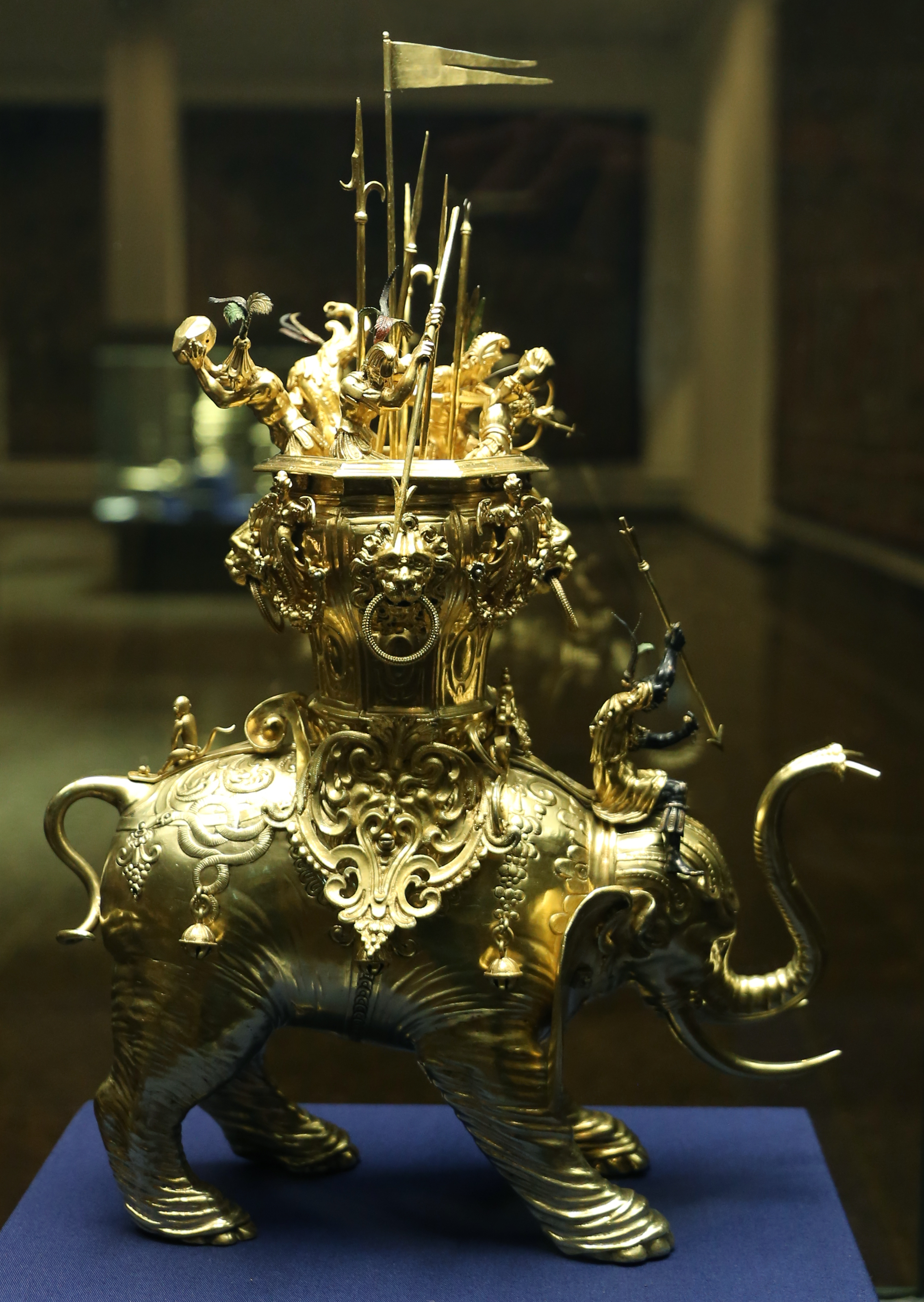
Gießgefäß in Form eines Kriegselefanten, um 1600, Kunstgewerbemuseum Berlin, Inv. Nr. K 3900
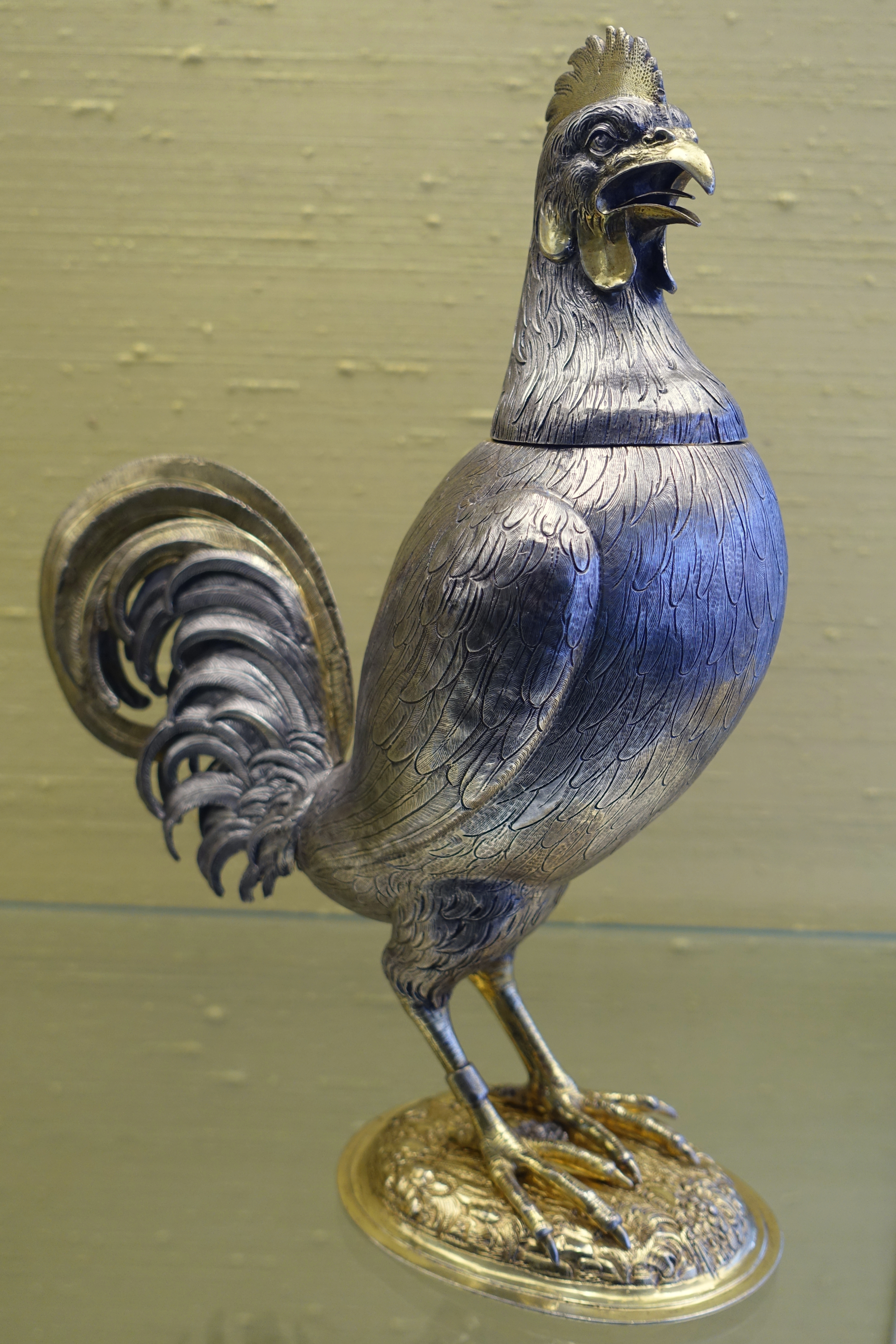
Pokal in Form eines Hahns, Christoph Jamnitzer, Nürnberg, 1599, Silber - Germanisches Nationalmuseum - Nürnberg, Germany - DSC02680

## Schriften
- Neuw Grotteßken-Buch, inventirt, gradirt u. verl. durch Christoph Jamnitzern. Nürnberg 1610 (Digitalisat)
  - Neuw Grottessken-Buch / Christoph Jamnitzer. Einleitung Heinrich Gerhard Franz. Nachdruck der Ausgabe Nürnberg, 1610. (Instrumentaria artium. Bd. 2). Akademische Druck- und Verlags-Anstalt, Graz  1966.

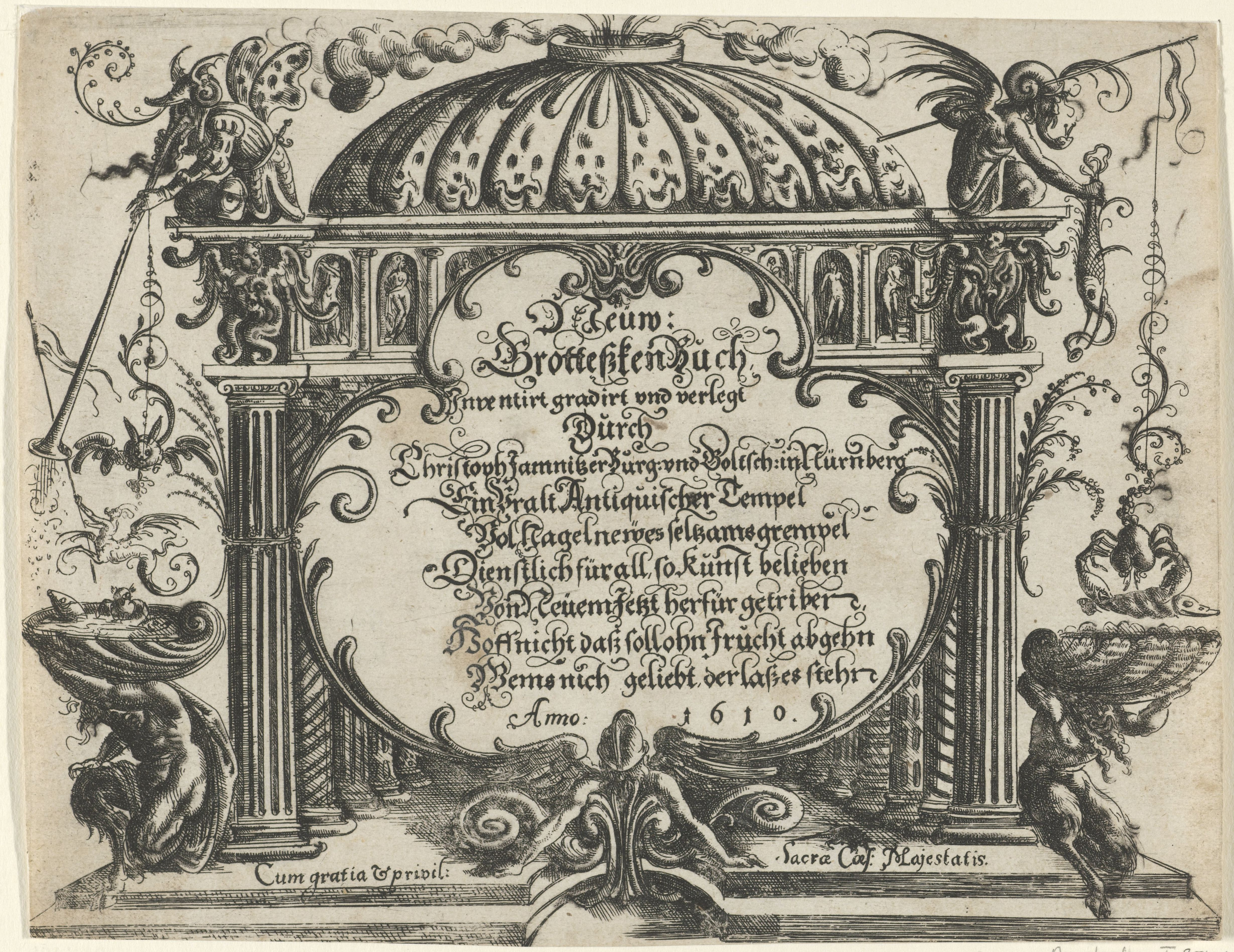
Erstes Titelblatt Neüw Grottessken Buch (Titel auf dem Objekt) Das Neuw Grottesken Buch Nürnberg 1610 Reichsmuseum Amsterdam, RP-P-1973-128
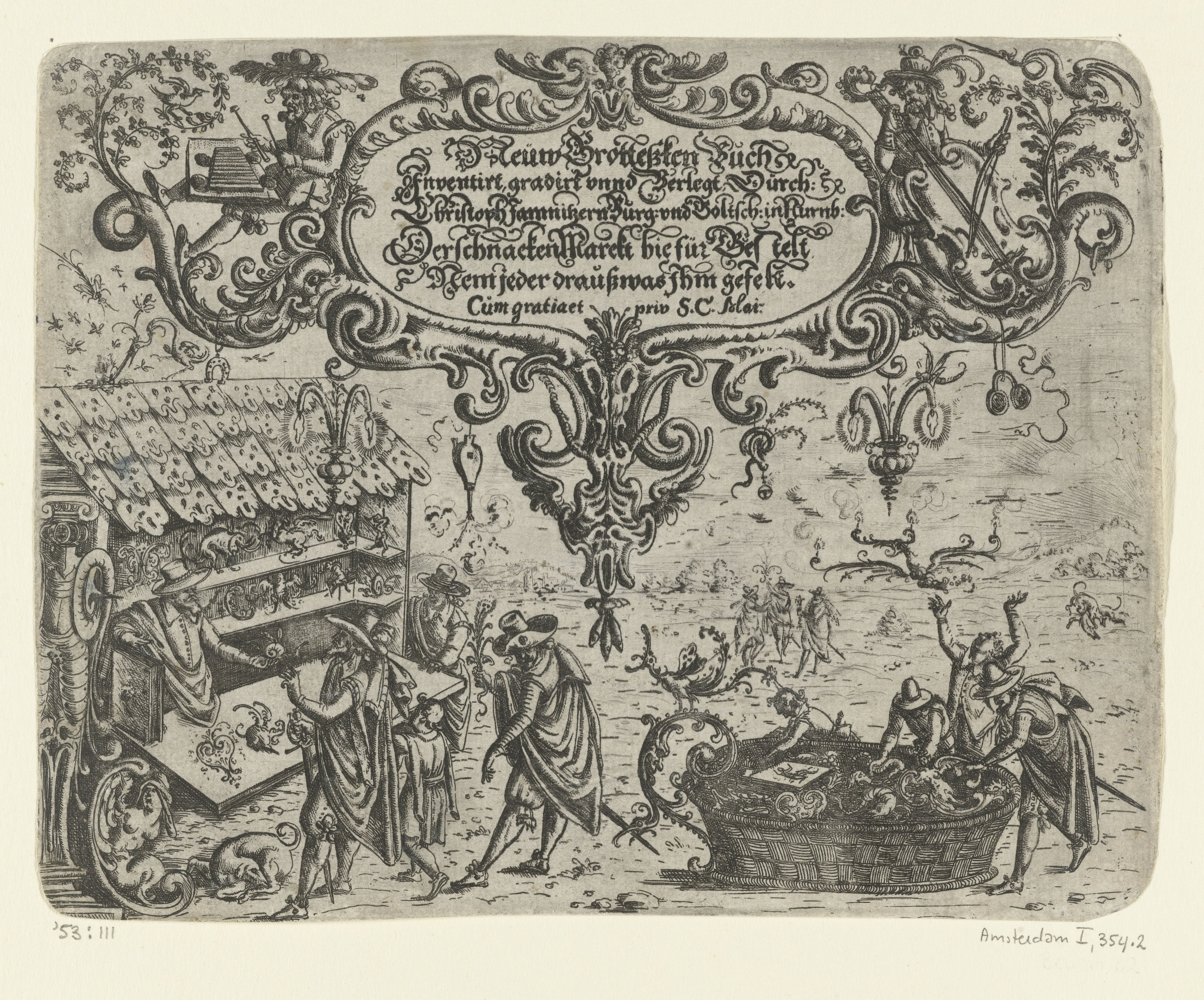
Zweites Titelblatt Neüw Grottessken Buch (..) (Titel auf dem Objekt) Das Neuw Grottesken Buch Nürnberg 1610, RP-P-1953-111
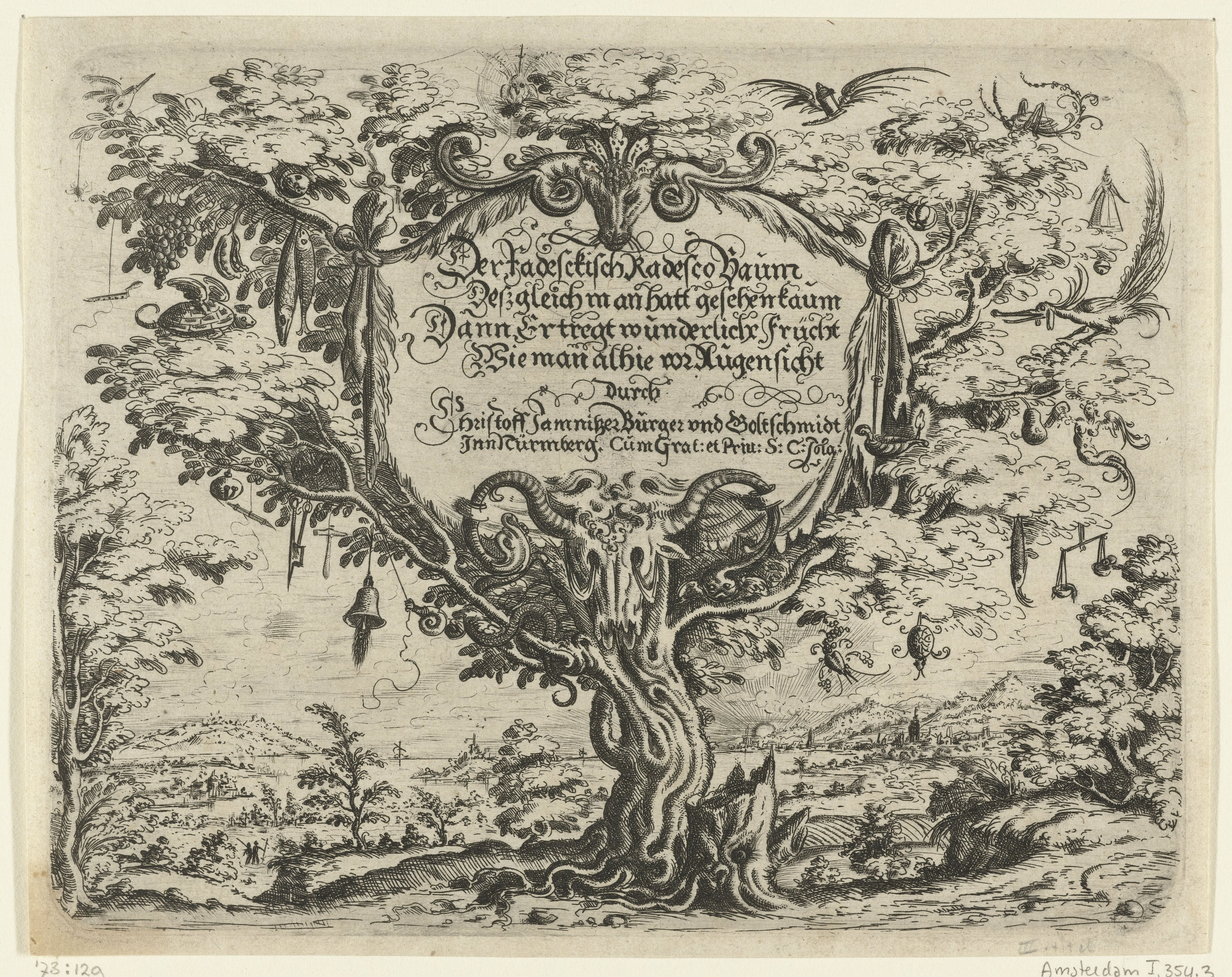
Das Titelblatt Der Fadesckisch Radesco Baum (Titel auf dem Objekt) Das Neuw Grottesken Buch Nürnberg 1610 Reichsmuseum Amsterdam, RP-P-1973-129
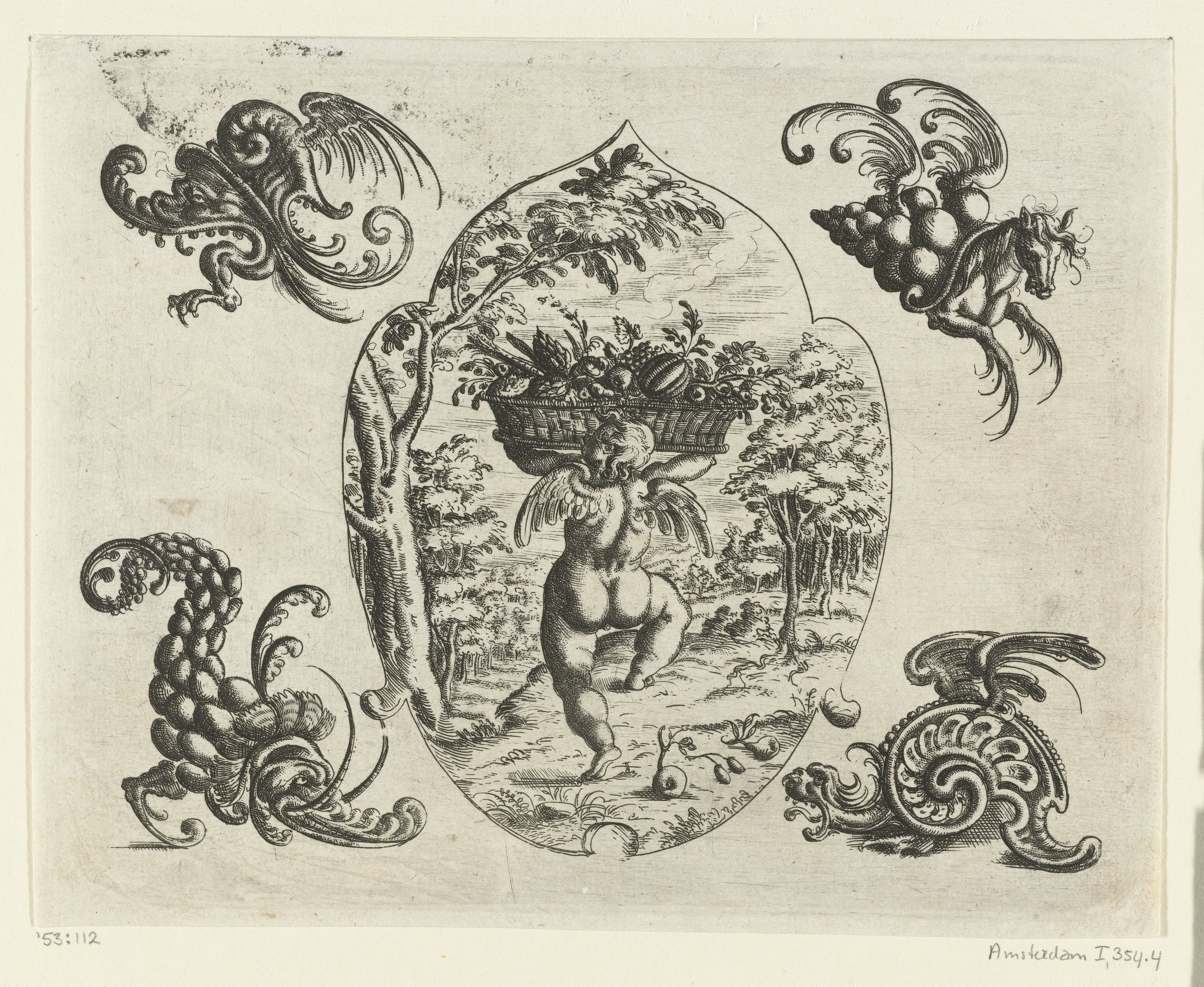
Blattförmiges Ornament mit einem Putto, der einen großen Obstkorb trägt, Das Neuw Grottesken Buch Nürnberg 1610, RP-P-1953-112
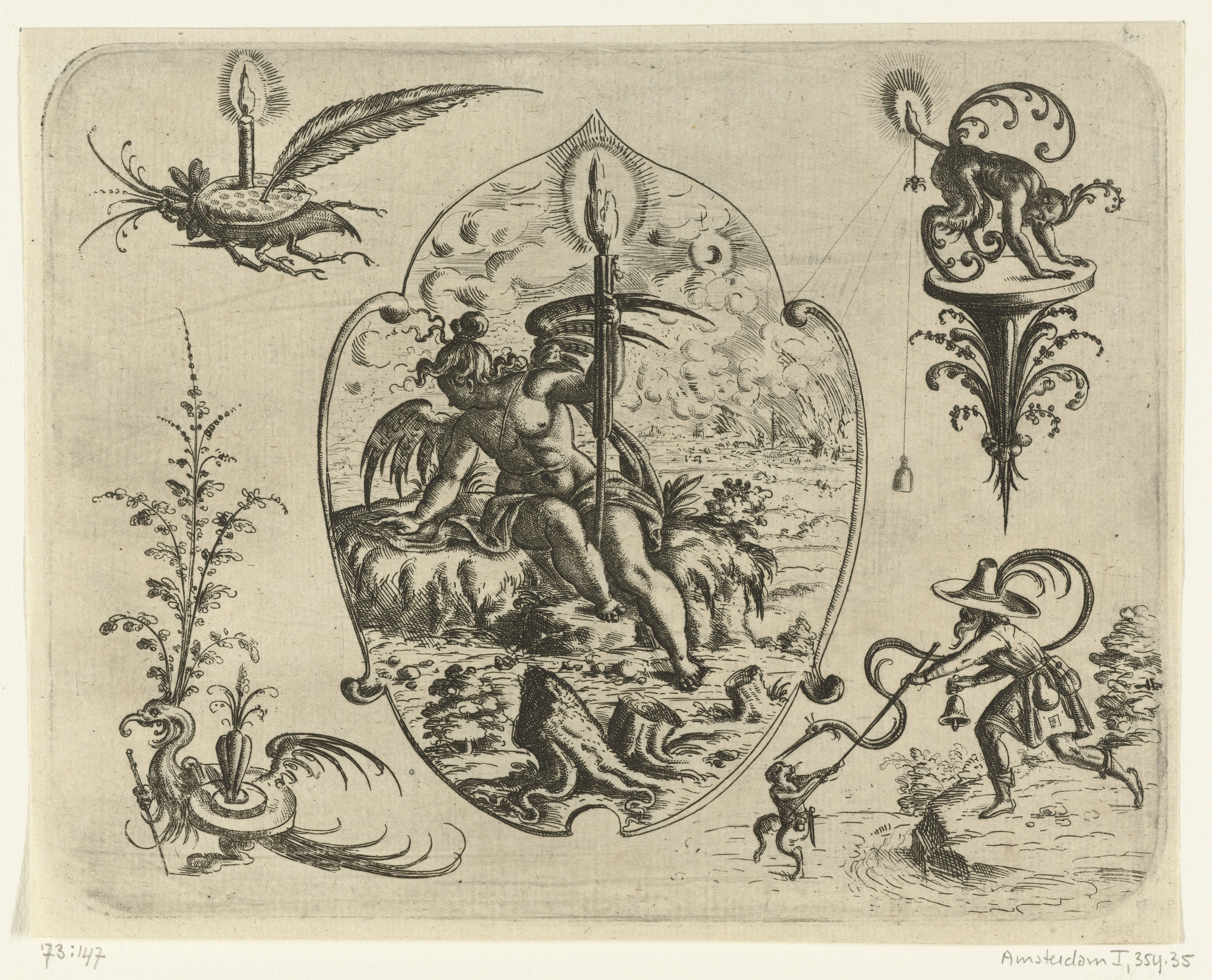
Blattförmige Kartusche mit einem Engel, Das Neuw Grottesken Buch Nürnberg 1610, RP-P-1973-147